# Gabriel Ferraté Pascual
|  | Aquest article tracta sobre l'enginyer. Si cerqueu el poeta i escriptor, vegeu «Gabriel Ferrater i Soler». |

Gabriel Ferraté Pascual (Reus, Baix Camp, 3 de març de 1932 – Barcelona, 11 de febrer de 2024) va ser un enginyer industrial i perit agrícola català, fundador i primer rector de la Universitat Oberta de Catalunya.

## Biografia
Era catedràtic d'automàtica de l'Escola Tècnica Superior d'Enginyers Industrials de Barcelona des del 1968, i director del 1969 al 1972. Rector de la Universitat Politècnica de Catalunya del 1972 al 1976, deixant el càrrec quan va ser nomenat director general d'universitats i investigació i més tard director general de política científica. Va tornar a ser elegit rector de la Universitat Politècnica de Catalunya (UPC) del 1978 al 1994. El 1995 va ser fundador de la Universitat Oberta de Catalunya (UOC) i escollit rector, càrrec que va ocupar fins al 2005. La fundació de la UOC va ser, per a Ferraté, un dels projectes de què se sentia més orgullós: 
| «                         | Volíem trencar les barreres de l'espai i del temps amb les noves tecnologies. | » |
| — Gabriel Ferraté Pascual |                                                                               |   |

Era membre del patronat de la Fundació Enciclopèdia Catalana i ho va ser fins al 15 de març de 2010. Professionalment, es va especialitzar en el camp de l'automàtica, la informàtica i la robòtica, en què va desenvolupar sistemes de regulació del trànsit.
Va ser membre de la International Federation of Automatic Control, director de l'Institut de Cibernètica i entre 1980-1989 va ser vicepresident de la Comissió Interdepartamental de Recerca i Innovació Tecnològica. També va exercir com a president de l'Institut Cerdà i de la Fundació Caixa Tarragona i membre de l'Institut d'Estudis Catalans, de l'Acadèmia de Ciències Mèdiques de Catalunya i Balears, de la Reial Acadèmia de Ciències i Arts de Barcelona i del Centre de Lectura de Reus, i el 1996 va rebre la Creu de Sant Jordi i l’any 2017, la Medalla d’Honor de la UOC. L'any 2021, la UOC i la UPC instauren el Premi Rector Gabriel Ferraté per fer front als reptes socials.
El 1996 va llegar a la Biblioteca de la Universitat Politècnica una part molt important de la seva col·lecció de poesia catalana. La UPC té una biblioteca universitària que duu el seu nom. La ciutat de Reus el va nomenar fill il·lustre.